# Laerru
Laerru är en ort och kommun i provinsen Sassari i regionen Sardinien i Italien. Kommunen hade 895 invånare (2017).